# Conger oceanicus
Conger oceanicus es una especie de pez del género Conger, familia Congridae. Fue descrita científicamente por Mitchill en 1818.
Se distribuye por el Atlántico Occidental: cabo Cod en Massachusetts hasta el noreste de Florida en EE. UU. y el norte del golfo de México. La longitud total (TL) es de 230 centímetros con un peso máximo de 40 kilogramos. Habita en aguas costeras y se alimenta principalmente de peces, pero también de camarones y pequeños crustáceos. Puede alcanzar los 477 metros de profundidad.
Está clasificada como una especie marina inofensiva para el ser humano.